# Place Henri-Bergson
La place Henri-Bergson est une place du 8e arrondissement de Paris.

## Situation et accès
De forme rectangulaire, elle est bordée au sud par la rue de Laborde et à l'ouest par l'avenue César-Caire. Le square Marcel-Pagnol occupe le centre de la place.
Le quartier est desservi par la ligne de métro 9 à la station Saint-Augustin.

## Origine du nom

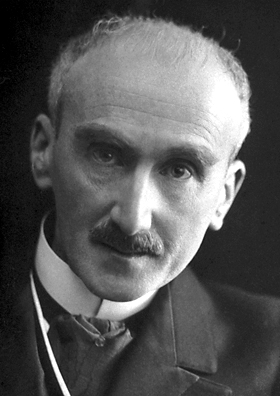
Henri Bergson.

Elle porte le nom du philosophe Henri Bergson (1859-1941).

## Historique
Au XVIIIe siècle s’étend à l’ouest de la rue du Rocher un quartier qu’on appelle la « Petite Pologne », du nom d’une guinguette très fréquentée. À l'emplacement de la place, se trouve la voirie du nord-ouest parisien,. 
La place est « à peine pavée, entourée de masures et plongée dans les ténèbres pendant la nuit. Les environs [sont] un repaire de mendiants, de chiffonniers, de vagabonds, de gens sans aveu ».
Une décision ministérielle en date du 12 juillet 1816 détermine l'alignement de cette voie publique. Elle est initialement entourée au nord et à l'est par la rue de la Voirie (du fait de l'ancienne voirie), à l'ouest par la rue Maison-Neuve (rue d'Astorg après 1840) et au sud par la rue des Grésillons (actuelle rue de Laborde).  
Le 10 janvier 1837, la voie est renommée place de Laborde (ou Delaborde), en même temps que la rue contiguë, en l'honneur d'Alexandre de Laborde (1773-1842), préfet de la Seine.
La première mention relevée dans la presse de la place de Laborde date de 1839.
En 1852, le préfet publie une ordonnance concernant l’ouverture et la police du « marché de comestibles » de la place de Laborde, destiné à porter « aux habitants pauvres de ce quartier excentrique les avantages de l’abondance et du bon marché ». Ce marché ouvre le 3 février 1852 et se tient deux fois par semaine, le mardi et le vendredi.
En 1859, le percement de l'avenue Portalis (actuelle avenue César-Caire) à l'emplacement de la rue d'Astorg à l'ouest de la place est déclaré d'utilité publique. 
En 1860, le conseil municipal approuve le projet d’établissement d’un square sur la place dans la limite d’une dépense de 178 500 francs. La fontaine, alors installée au centre de la place, doit être transportée à l’extrémité orientale du square, « au centre d’un bassin de roche et de verdure ». Lors de l’ouverture du boulevard Malesherbes, la place doit subir un important abaissement.
En 1861, « depuis la place de la Madeleine jusqu’à celle de Laborde, dix-sept maisons, dont quelques-unes grandes comme des cités, sont terminées ou en voie de construction, et sur la place de Laborde, cinq hôtels sont déjà en partie habités ». 
En 1864, la place, « qu’encombraient depuis longtemps des matériaux de construction », est déblayée. Il est prévu d’édifier une halle en fer à la place du marché provisoire qui y est établi et de démolir la petite chapelle de la place, celle-ci étant désormais remplacée par la crypte de l’église Saint-Augustin.
En 1900, il est question de supprimer le square et de construire sur son emplacement la mairie du huitième arrondissement. Cette annonce provoque une forte émotion parmi les habitants du quartier, qui ont l’habitude de venir y chercher, avec leurs enfants, « l’air dont ils manquent absolument dans leurs demeures étroites et insuffisamment aérées ».
En novembre 1927, la statue de Déroulède est inaugurée sous une pluie battante par le garde des sceaux Louis Barthou en présence de nombreuses personnalités du monde politique et littéraire. La cérémonie est précédée d’une messe en l’église Saint-Augustin et suivie d’une réunion dans la « nouvelle salle Pleyel ».
La place prend son nom actuel en 1946.
Un parc de stationnement souterrain est aménagé sous la place en 1969 et une fontaine en fonte installée en son centre, mais cette dernière sert de vasque à fleurs.

## Bâtiments remarquables et lieux de mémoire

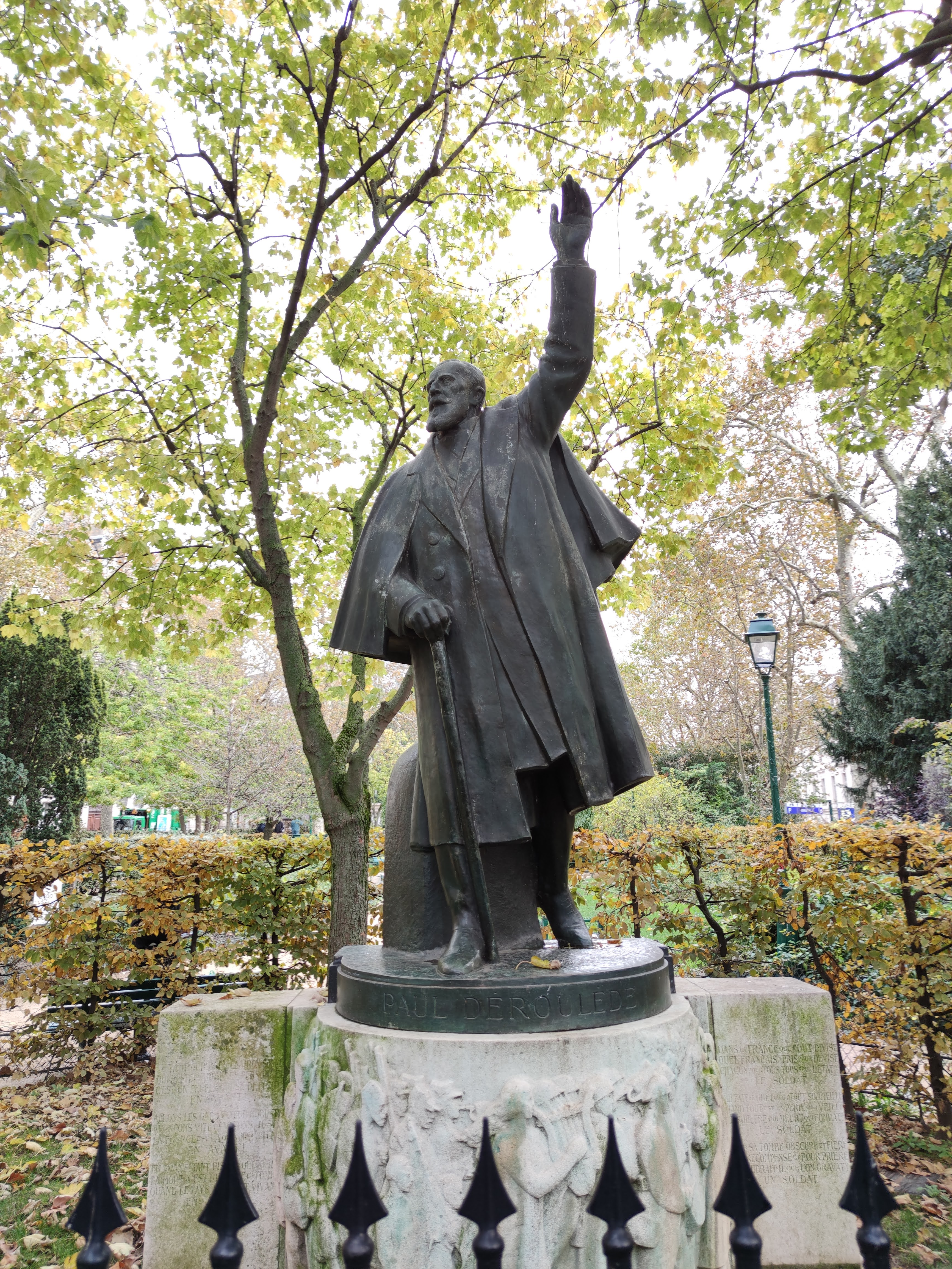
Statue de l’écrivain Paul Déroulède.

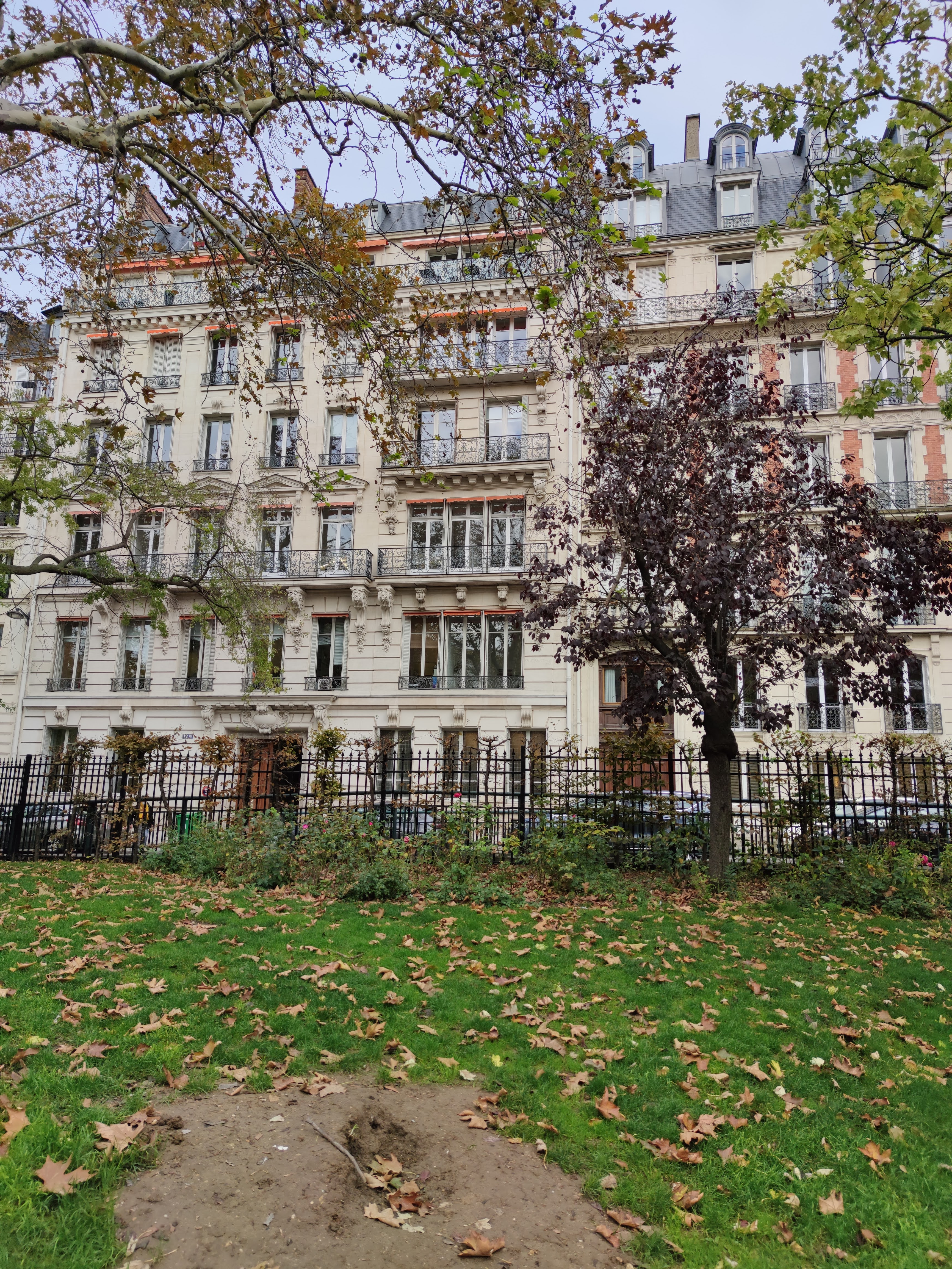
Nos 12 bis et 12, vus du square.

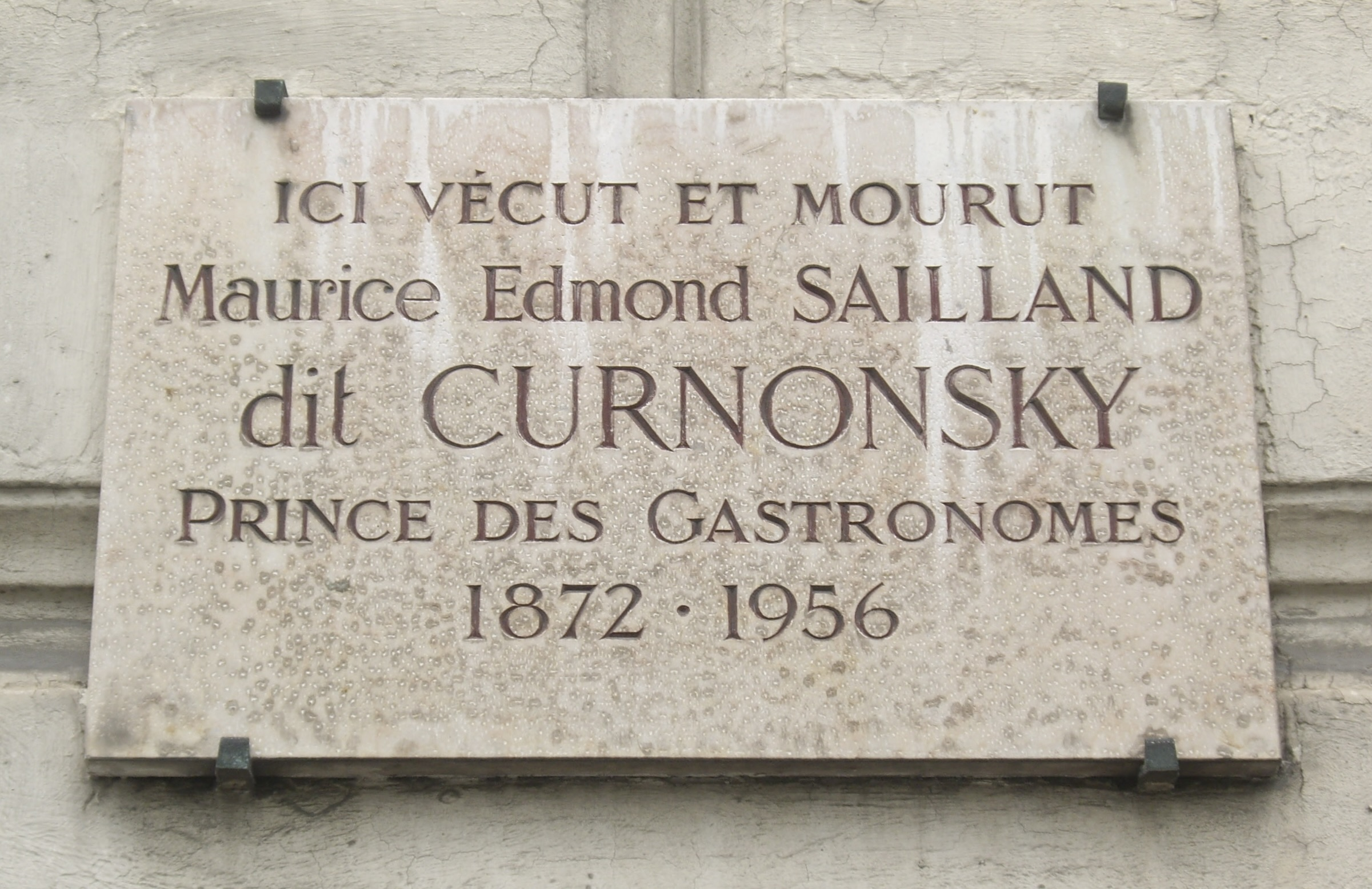
Plaque sur le domicile de Curnonsky au no 14 de la place.

- Le square accueille une statue de l'écrivain Paul Déroulède (1846-1914) réalisée par le sculpteur Paul Landowski. En 1927, une première statue en pierre est érigée mais celle-ci est endommagée, en 1934, par deux objecteurs de conscience. Elle est alors remplacée, la même année, par une statue en bronze mais légèrement modifiée : la nouvelle statue a la main ouverte alors que le modèle originel tendait un poing fermé[17]. Pendant l'Occupation allemande le bronze est fondu. La statue est remplacée en 1949 par une copie en bronze[18],[19]. André Becq de Fouquières écrit : « Sur la place de Laborde — qu'il faut maintenant aller chercher sur les annuaires à la lettre H, parce qu'elle est devenue place Henri-Bergson — il y a la statue de Déroulède, à deux pas du dernier domicile parisien du grand patriote[20]. Et derrière la statue de Déroulède, le Quand même ! d'Antonin Mercié, expulsé naguère des Tuileries[21]. »
- No 12 : c'est pour l'inauguration de cet immeuble, en novembre 1890, qu'a été composée l'Ode à la Musique d'Emmanuel Chabrier, sur un poème d'Edmond Rostand. Cette cantate dont le titre complet est Ode à la musique, pour l'inauguration de la maison d'un ami, à Jules Griset, y a été créée à cette date pour la première fois, au 6e étage, dans le salon musical de Jules et Marguerite Griset. Cet immeuble a aussi accueilli a la même époque le salon musical de Félix et Sarah Lévy, puis, un peu plus tard, celui de Pierre et Denyse Favareille (au 6e étage également). L'homme d'affaires Émile Hermès y est décédé en 1951.
- No 12 bis : immeuble de 1889 construit par l’architecte Charles Girault[22]. Le 9 mai 1891 y est donnée « une très brillante soirée musicale et dramatique » chez le docteur Reynier pour l’inauguration « de son magnifique hôtel[23] ». C'est aujourd'hui le siège de Radio Classique.
- No 14 : 
  - Paul-Jean Toulet (1867-1920), écrivain et poète[24] y habita. « Il n'aimait pas beaucoup les cloches de Saint-Augustin qui l'éveillaient dans son premier sommeil[24]. » Son ami le gastronome Curnonsky avait son appartement dans le même immeuble et y mourut le 22 juillet 1956 lorsque, pris d'un malaise, il « tomba » de la fenêtre du troisième étage[25] ;
  - l'industriel Louis Renault (1877-1944), inventeur, pilote de course, fondateur de la marque automobile Renault, y est né, à l'époque de ce qui était la place de Laborde[26],[27].
  - l’actrice Nicole de Rouves (1906-1950) demeure à cette adresse en 1932[28].
- No 18, au croisement avec l'avenue César-Caire : hôtel du duc de Gadagne en 1910[29] (en 1868, propriété du baron et de la baronne Joest[30]) ; surélevé.

Centre médical COSEM.

## La place dans la littérature
- En 1846-1847, Honoré de Balzac, dans La Cousine Bette, décrit ainsi le quartier : « En juin 1844, l’aspect de la place de Laborde et de ses environs était encore peu rassurant. Le fantassin élégant qui, de la rue de la Pépinière, remontait par hasard dans ces rues épouvantables, s’étonnait de voir l’aristocratie coudoyée là par une infime bohême. Dans ces quartiers, où végètent l’indigence ignorante et la misère aux abois, florissent les derniers écrivains publics qui se voient dans Paris[31]. »
- En 1894, l’écrivain Ponson du Terrail donne la description suivante de la place dans son roman-feuilleton Les Exploits de Rocambole : « L’hidalgo gagna d’un pas rapide la rue Miroménil et la remonta jusqu’à ce quartier populeux et sale de la place de Laborde, surnommé la « Petite Pologne », et qui forme comme une tache de fange au front de l’aristocratique faubourg du Roule[32]. »